# Ted Ditchburn

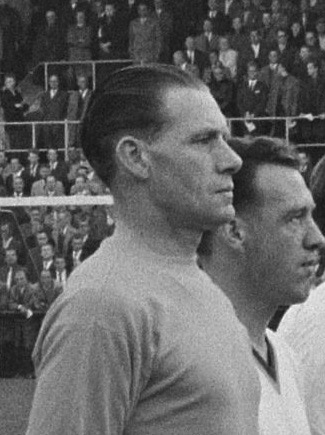
Ted Ditchburn im Jahr 1963

Ted Ditchburn (* 24. Oktober 1921 in Gillingham, England; † 28. Dezember 2005; vollständiger Name Edwin George Ditchburn) war ein englischer Fußball-Torwart.
Geboren wurde er in Gillingham als Sohn eines Profi-Boxers.

## Klubkarriere
Sein Debüt für Tottenham Hotspur feierte er 1939, musste allerdings kurz darauf in den Krieg ziehen. Nach Kriegsende spielte er bis 1956 für Tottenham.
Ditchburn stand in 418 Ligaspielen für die Spurs auf dem Feld, was bis zum Jahr 1975 Clubrekord war. Bemerkenswert ist dabei, dass er von der ersten Nachkriegssaison 1946/47 bis zum Jahr 1953 kein einziges Ligamatch verpasste. Selbst als er sich im Mai 1951 den Finger brach, spielte er in der folgenden Saison alle 42 Partien. In der Saison 1950/51 wurde er mit den Spurs als Aufsteiger aus der Football League Second Division englischer Meister, was sein einziger großer Titel blieb.
Von 1956 bis 1962 spielte er bei der Amateurmannschaft Romford.

## Karriere im Nationalteam
Sein erstes Länderspiel für England bestritt er 1948 gegen die Schweiz, konnte sich beim hohen 6:0-Sieg seiner Mannschaft aber nicht besonders auszeichnen.
Nach einer 1:3-Niederlage in Schweden 1949 verlor er seinen Platz im Tor an Bert Williams von den Wolverhampton Wanderers. Sein drittes Länderspiel machte er im Juni 1953 bei einer Nordamerikatour.
Im Jahr 1956 wurde er im Alter von 35 Jahren wieder in die Nationalmannschaft berufen und bestritt weitere drei Länderspiele gegen Jugoslawien, Dänemark und Wales. Somit stand Ditchburn „nur“ sechs Mal im Tor des englischen Fußball-Nationalteams.